# Церковь Святого Лаврентия (Макао)
Церковь Святого Лаврентия (кит. 聖老楞佐堂, порт. Igreja de São Lourenço) — католический храм в Макао.
Иезуиты прибыли в Макао в 1558 году, а уже в 1560 году на месте современной церкви построен деревянный храм. В 1618 церковь была построена заново, но уже из глины и грунта. Сохранившееся до настоящего времени здание было сооружено из камня в 1801-1803 гг. В XIX веке храм продолжал достраиваться в стиле неоклассицизма с элементами барокко, приобретя современный облик в 1846 году. Таким образом, храм Святого Лаврентия считается одной из древнейших церквей Макао.
Церковь располагается в южной части Макао, являясь частью Исторического центра Макао, объекта Всемирного наследия. Церковь окружена садом, огороженным каменным забором. Сам храм имеет форму латинского креста размером 37 м на 29 м с двумя внутренними часовнями. Интерьер богато украшен декоративными колоннами. Основной неф имеет алтарь с изображением Святого Лаврентия, с одежды полосами. Некоторые церковные окна имеют витражи со сценами из жизни мученика, а также Богоматери и Святой Люсии.
Храм Святого Лаврентия — главная церковь одноимённого прихода, одного из шести в епархии Макао.
Церковь Святого Лаврентия действующая, является одной из остановок ежегодного Страстного Шествия.